# Джон Конрой, 3-й баронет
Джон Конрой (16 серпня 1845 — 15 грудня 1900) — британський аналітичний хімік.

## Життєпис
Конрой народився 1845 року в Кенсінгтоні. Був сином Едварда Конроя, 2-го баронета (1809—1869), та леді Аліші Конрой. Рід Конроїв походив з ірландської шляхти графства Роскоммон. Дід, Джон Конрой, був управителем двору матері королеви Вікторії — герцогині Вікторії Саксен-Кобург-Заальфельдської.
Конрой навчався в Ітонському коледжі та в коледжі Церкви Христа в Оксфорді й вивчав природничі науки. 1868 року отримав науковий ступінь першого класу. Науковим керівником Конроя був науковець у галузі хімічної кінетики Огастес Джордж Вернон Гаркорт.
Конрой жив переважно в селі Арборфілд графства Беркшир разом із матір'ю до 1880 року. До сфери наукових інтересів Конроя входили питання аналітичної хімії, зокрема щодо оптичних вимірювань. Працював він переважно в лабораторії коледжу Церкви Христа, займав учительські посади в Кібл-коледжі (1880—1890), Бейлліол-коледжі та Триніті-коледжі (1886—1890). Працював у лабораторії Бейлліол-Триніті разом з Гарольдом Гартлі та іншими.
1890 року Конрой обраний членом коледжу Бейлліол, а 1891 — членом Лондонського Королівського Товариства.
Помер 1900 року в Римі. Неодружений, дітей не мав. Відтак, після його смерті баронетство Конроїв згасло.